# Terma (religion)
Pour les articles homonymes, voir Terma.
Terma  est un mot tibétain signifiant « Trésor spirituel ». Les termas sont issus surtout de  Padmasambhava et de ses principaux disciples. Ils ont été cachés pour être retrouvés au moment opportun par les tertöns.
Les termas peuvent être des objets (termas de la terre), souvent des signes symboliques inscrits sur des rouleaux de parchemin, ou des graines spirituelles placées dans l'esprit (termas de l'esprit), la découverte s'effectue alors par le réveil des enseignements dans la nature de l'esprit du tertön.
Jigmé Lingpa explique dans le Drölthig wangtchok la finalité des termas :

« [les termas sont cachés] avec une quadruple intention : pour que la doctrine ne disparaisse pas,
pour que les instructions ne soient pas altérées, pour que les bénédictions ne s'affaiblissent pas et afin que la lignée 
de transmission s'en trouve raccourcie. »

Jigmé Lingpa ajoute dans le Gongdü namshé :

« le but de la tradition terma est expliqué dans le Loungten kagyama du Lama Gongdü: Quand, altérés
comme du lait sur le point de tourner, les enseignements canoniques seront près de 
disparaître, [les enseignements termas] se répandront. Car les termas sont inaltérés et sont la prompte voie de la pratique. 
Entre autres qualités excellentes, ils sont puissants et constituent une voie aisée pour atteindre les accomplissements. 
Voilà pourquoi les termas sont importants. »

Padmasambhava dissimula des enseignements aussi car il aurait prophétisé la persécution du Bouddhisme par le roi Langdarma qui régna au Tibet  de 838 à 842.
Philippe Cornu déclare :

« Padmasambhava mit une procédure particulière [pour cacher les termas]. Pour commencer, lorsqu'il transmettait un enseignement à ses disciples, il prophétisait la renaissance de l'un d'entre eux en tant que « découvreur de trésors » ou tertön, chargé d'exhumer cet enseignement précis à un moment adéquat. Ensuite [...] il dissimulait l'enseignement au sein de l'esprit de sagesse de ses disciples, le gravant ainsi dans leur mémoire infaillible pour la postérité. Enfin, il confiait l'enseignement à la garde des dâkinî et des déités protectrices (terung) afin qu'aucun incident n'affecte sa redécouverte ultérieure. Il écrivait l'enseignement dans une écriture symbolique dite « écriture des dâkinî », le protégeait dans un coffret et procédait à sa dissimulation. »

Les termas sont surtout caractéristiques des enseignements Vajrayāna de l'école Nyingmapa du Bouddhisme tibétain. Cependant, le fait que des enseignements soient dissimulés pour être redécouverts par des maîtres accomplis remonte à une tradition plus ancienne que l'on retrouve aussi bien dans les tantras et les soutras du Mahayana. Déjà dans le Mahayana, des enseignements étaient découverts surgissant du ciel, de montagnes, d'arbres ou dans des livres. Dans le dernier cas, ils étaient souvent confiés à des dieux ou nâga afin de les protéger et de les restituer le moment venu aux maîtres spirituels.     
Par exemple, le Soutra du Lotus aurait été un enseignement prodigué par le Bouddha à la fin de sa vie terrestre, au mont des Vautours. Ces enseignements, trop difficiles pour les gens de l’époque, devaient être révélés plus tard. C’est ainsi que le Soutra du Lotus aurait été conservé dans le monde des Nâgas jusqu’à l’époque du quatrième concile. De la même façon, Nāgārjuna aurait reçu de nombreux soutras prajnaparamita des Nâgas au IIe - IIIe siècle.
On distingue cinq rois des tertöns :
- 1136–1204 : Nyangrel Nyima Özer ;
- 1212–1270 : Guru Chöwang ;
- 1346–1405 : Dordjé Lingpa ;
- 1445/50–1521 : Orgyen Péma Lingpa ;
- 1820–1892 : Jamyang Khyentsé Wangpo.

Le terma le plus célèbre, même en occident, est le Bardo Thödol, le « Livre des morts tibétain », découvert par Karma Lingpa au XIVe siècle.